# Mordellistena aemula
Mordellistena aemula är en skalbaggsart som beskrevs av Leconte 1859. Mordellistena aemula ingår i släktet Mordellistena och familjen tornbaggar. Inga underarter finns listade i Catalogue of Life.